# 457248 Hondius
457248 Hondius è un asteroide della fascia principale. Scoperto nel 2008, presenta un'orbita caratterizzata da un semiasse maggiore pari a 3,108025 UA e da un'eccentricità di 0,163054, inclinata di 26,567548° rispetto all'eclittica. Ha un diametro di 3,219 km.
È dedicato a Jodocus Hondius, incisore fiammingo del XVII secolo.